# Teorema di uniformizzazione di Riemann

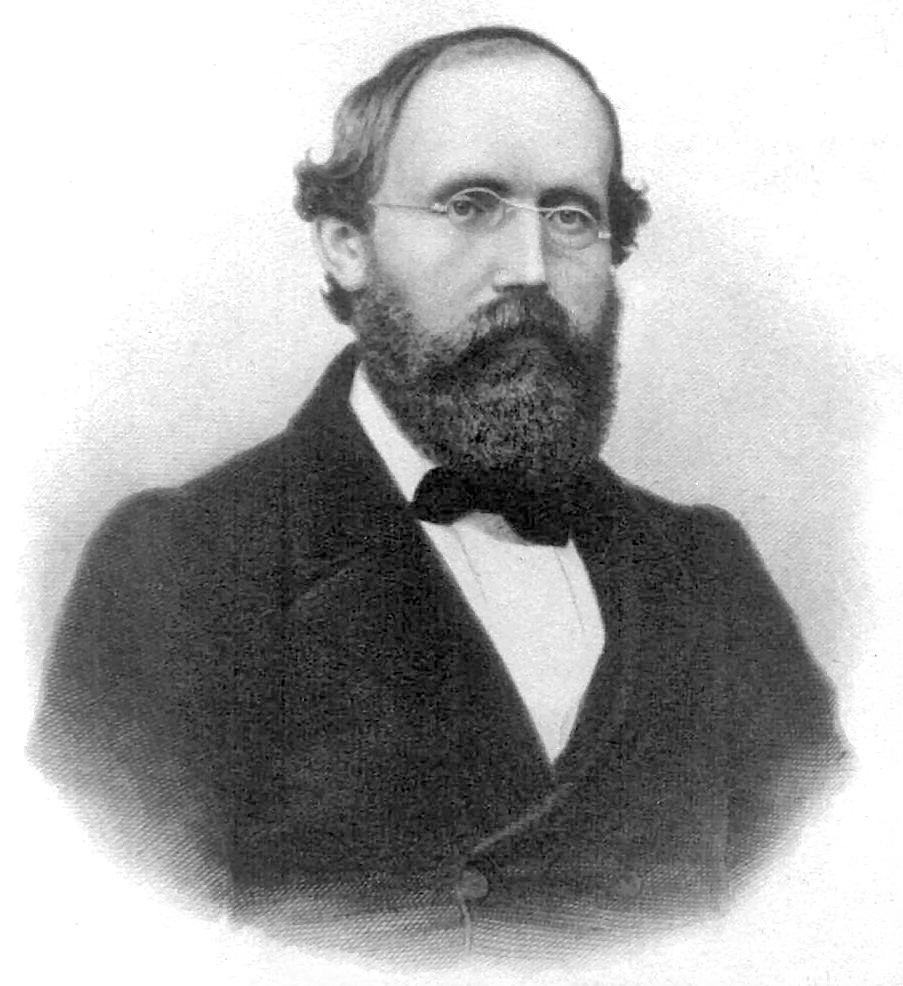
Il matematico Bernhard Riemann.

Il teorema di uniformizzazione di Riemann è un importante teorema di analisi complessa, dimostrato dal matematico Bernhard Riemann. Il teorema descrive un forte collegamento fra l'analisi complessa e la geometria differenziale per le superfici.

## Enunciato
Il teorema di uniformizzazione di Riemann asserisce il fatto seguente.
Una superficie di Riemann ammette una metrica riemanniana con curvatura gaussiana costante 1, 0 oppure -1, che induce la stessa struttura conforme data dalla struttura complessa originaria della superficie di Riemann. Tale metrica è unica (a meno di riscalamento se la curvatura è zero).
Una superficie che ammette una metrica a curvatura costante 1, 0 o -1 è detta rispettivamente ellittica, piatta o iperbolica.

## Superfici semplicemente connesse
Un ingrediente fondamentale del teorema è il teorema della mappa di Riemann, che considera il caso in cui la superficie di Riemann sia semplicemente connessa. In questo caso, la superficie è biolomorfa ad uno dei tre modelli, dati dal disco di Poincaré, il piano complesso e la sfera di Riemann. Ciascuno di questi ammette effettivamente una metrica conforme con curvatura costante rispettivamente uguale a -1, 0 e 1.

## Gruppi di biolomorfismi
Il secondo ingrediente nella dimostrazione del teorema è dato dall'analisi dei biolomorfismi dei tre modelli. Infatti, ogni superficie di Riemann {\displaystyle X} ammette un rivestimento universale {\displaystyle Y}, che può essere dotato della struttura complessa indotta da {\displaystyle X}. Quindi {\displaystyle X} è ottenuto da {\displaystyle Y} come quoziente rispetto ad un particolare gruppo di biolomorfismi di {\displaystyle Y}. Poiché il quoziente è una superficie, il gruppo deve agire in modo libero e propriamente discontinuo.
In tutti e tre i casi, si verifica quindi che i biolomrfismi sono anche isometrie rispetto alle metriche corrispondenti. Quindi la superficie {\displaystyle X} eredita una metrica riemanniana, che è conforme con la struttura complessa originaria. Più dettagliatamente:

### Sfera
I biolomorfismi della sfera sono esattamente le trasformazioni di Möbius. Una trasformazione di Möbius ha sempre almeno un punto fisso, e quindi la sfera non ha quozienti.

### Piano
I biolomorfismi del piano complesso sono le mappe {\displaystyle z\mapsto az+b}. Fra queste, solo le traslazioni {\displaystyle z\mapsto z+b} non hanno punti fissi. I gruppi di traslazioni che agiscono in modo propriamente discontinuo hanno uno o due generatori, sono isomorfi a {\displaystyle \mathbb {Z} } oppure {\displaystyle \mathbb {Z} +\mathbb {Z} }, e danno luogo rispettivamente ad una superficie di Riemann che è topologicamente una corona circolare oppure un toro. La struttura complessa dipende dal tipo di traslazioni (il toro ammette una infinità di strutture diverse, dipendenti in modo continuo dalle traslazioni scelte).

### Disco
Un gruppo di biolomorfismi del disco che agisce in modo libero e propriamente discontinuo è detto un gruppo fuchsiano. Esistono molti gruppi fuchsiani, ed il loro studio è un ramo importante della geometria moderna. Tramite i loro quozienti, si ottengono tutte le superfici compatte aventi caratteristica di Eulero negativa, cioè aventi genere maggiore di uno.

## Versione topologica
Il teorema di uniformizzazione può essere enunciato per una superficie topologica, non necessariamente dotata di una struttura complessa. In questo caso, si ammette anche che la superficie sia non orientabile, come ad esempio il piano proiettivo o la bottiglia di Klein.

### Superfici di tipo finito
Una superficie di tipo finito è una superficie connessa ottenuta topologicamente rimuovendo un numero finito {\displaystyle r} (che può essere nullo) di punti da una superficie compatta. Topologicamente, una tale superficie è determinata da {\displaystyle r}, dal genere {\displaystyle g} della superficie compatta, e dall'orientabilità della superficie.
Per le superfici di tipo finito è definita la caratteristica di Eulero. Se la superficie è orientabile, questa è 
{\displaystyle \chi =2-2g-r}
mentre se non è orientabile, è data da
{\displaystyle \chi =2-g-r.}
Escludendo il caso {\displaystyle (g,r)=(0,1)}, una tale superficie è ellittica se {\displaystyle \chi >0}, piatta se {\displaystyle \chi =0} e iperbolica se {\displaystyle \chi <0}. Quindi:
- le superfici ellittiche sono la sfera (tipo {\displaystyle (0,0)} orientabile) e il piano proiettivo (tipo {\displaystyle (1,0)} non orientabile);
- le superfici piatte sono il toro (tipo {\displaystyle (1,0)} orientabile), la bottiglia di Klein (tipo {\displaystyle (2,0)} non orientabile), l'anello (tipo {\displaystyle (0,2)} orientabile) ed il nastro di Möbius (tipo {\displaystyle (1,1)} non orientabile);
- tutte le altre sono iperboliche. Ad esempio, la superficie compatta orientabile di genere 2 e la sfera con 3 punti rimossi (hanno rispettivamente {\displaystyle \chi =-2} e {\displaystyle \chi =-1}).

L'anello ed il nastro di Möbius sono da intendersi senza bordo.

## Generalizzazioni
Una generalizzazione importante del teorema di uniformizzazione è la Congettura di geometrizzazione di Thurston. Si tratta di un enunciato simile, applicato alle varietà di dimensione 3,
che comprende al suo interno anche la Congettura di Poincaré. La congettura di geometrizzazione è stata dimostrata da Grigori Perelman nel 2002.